# Copa de Portugal 1944-45
La copa de Portugal 1943-44 fue la séptima temporada de la copa de Portugal, torneo nacional organizado por la Federación Portuguesa de Fútbol (FPF). En esta edición participaron 16 clubes clubes de primera y segunda división.
La final se jugó el 1 de julio de 1945 entre Sporting Clube de Portugal y Sporting Clube Olhanense. El campeón del certamen fue el Sporting después de haber ganado 1-0 con gol de Correia al minuto 86, en el estadio Campo das Salésias, Lisboa.

## Equipos participantes
Todos los equipos:
| - Associação Académica de Coimbra - Clube de Futebol Os Belenenses - Sport Lisboa e Benfica - Grupo Desportivo Estoril Praia - Sporting Clube Olhanense - Futebol Clube do Porto - Sport Comércio e Salgueiros - Sporting Clube de Portugal | - Vitória Sport Clube - Vitória Futebol Clube - Atlético Clube de Portugal - Boavista Futebol Clube - Grupo Desportivo da CUF - Luso Sport Clube - Sport Lisboa e Elvas - União Desportiva Oliveirense |

## Rondas eliminatorias

### Primera ronda
| Equipo 1              | Agr. | Equipo 2             | Ida | Vuelta |
| --------------------- | ---- | -------------------- | --- | ------ |
| Atlético CP           | 7–4  | SL Elvas             | 2–3 | 5–1    |
| Belenenses            | 1–1  | Estoril Praia        | 1–0 | 0–1    |
| Benfica               | 11–5 | Salgueiros           | 2–4 | 9–1    |
| Boavista              | 5–3  | Académica de Coimbra | 2–2 | 3–1    |
| Oliveirense           | 6–3  | Lujo Beja            | 4–0 | 2–3    |
| Olhanense             | 7–2  | CUF Lisboa           | 3–2 | 4–0    |
| Sporting CP           | 4–1  | Porto                | 0–0 | 4–1    |
| Vitória de Setúbal    | 8–2  | Vitória de Guimarães | 1–0 | 7–2    |
| Estadísticas finales. |      |                      |     |        |

### Cuartos de final
| Equipo 1              | Agr. | Equipo 2    | Ida | Vuelta |
| --------------------- | ---- | ----------- | --- | ------ |
| Benfica               | 11–6 | Belenenses  | 7–1 | 4–5    |
| Olhanense             | 7–1  | Atlético CP | 5–0 | 2–1    |
| Sporting CP           | 12–2 | Oliveirense | 8–1 | 4–1    |
| Vitória de Setúbal    | 4–2  | Boavista    | 3–0 | 1–2    |
| Estadísticas finales. |      |             |     |        |

### Semifinal
| Equipo 1              | Agr. | Equipo 2           | Ida | Vuelta |
| --------------------- | ---- | ------------------ | --- | ------ |
| Olhanense             | 3–2  | Vitória de Setúbal | 0–2 | 3–0    |
| Sporting CP           | 4–4  | Benfica            | 1–2 | 3–2    |
| Estadísticas finales. |      |                    |     |        |

### Final
| 1 de julio de 1945 | Sporting de Lisboa | 1 - 0   | Sporting Clube Olhanense | Campo das Salésias, Lisboa   |                              |
|                    |                    | Reporte | Correia 86'              | Árbitro(s): Domingos Miranda | Árbitro(s): Domingos Miranda |